# Jonathan Cantwell
Pour les articles homonymes, voir Cantwell.
Jonathan Cantwell, né le 8 janvier 1982 à Brisbane et mort le 6 novembre 2018, est un coureur cycliste australien. Il a notamment remporté l'International Cycling Classic en 2008 et 2010 et le Tour of Elk Grove en 2010, aux États-Unis.

## Biographie
Il est père de deux enfants. En 2017, il déclare avoir été opéré d'un cancer des testicules. Il se suicide le 6 novembre 2018, à l'âge de 36 ans. Un suicide lié à une maladie mentale avait également coûté la vie à son père et à son frère,,,.

## Palmarès et classements mondiaux

### Palmarès
- 2004
  - 3e de La Bolghera
- 2007
  - 4e et 5e étapes du Tour de Virginie
  - 3e du West L.A. College GP
  - 3e de l'International Cycling Classic
- 2008
  - Tour de Murrieta :
    - Classement général
    - 1re étape

  - Classement général de l'International Cycling Classic
  - Ladera Grand Prix
  - 2e de la Hanes Park Classic
- 2009
  - 2e étape du Tour de Murrieta
  - 3e étape de la San Dimas Stage Race
  - Tour d'Atlanta :
    - Classement général
    - 1re, 2e et 3e étapes

  - Avanti Classic
  - 17e étape de l'International Cycling Classic
  - 3e étape du Tour of Elk Grove
  - 1re étape du Tour de Geelong
  - Tour of the Murray River :
    - Classement général
    - 1re, 3e et 7e étapes

  - 1re, 3e et 10e étapes du Tour de Tasmanie
  - Herald Sun Classic
  - 6e étape de l'Herald Sun Tour
  - Noosa International Criterium
  - 2e du Tulsa Tough
  - 2e du Tour de Murrieta
  - 2e de la Goulburn to Sydney Classic
  - 3e de l'International Cycling Classic
  - 3e du Herald Sun Tour
- 2010
  - 2e étape du Tour de Murrieta
  - 2e étape du Dana Point Grand Prix
  - 3e étape de la Joe Martin Stage Race
  - International Cycling Classic :
    - Classement général
    - 7e, 10e, 12e, 15e, 16e et 17e étapes

  - Tour of Elk Grove :
    - Classement général
    - 2e et 3e étapes

  - Bank of America Invitational
  - 2e étape de la Goulburn to Sydney Classic
  - 2e de l'USA Cycling National Racing Calendar
  - 2e du Tulsa Tough
  - 2e du Tour de Murrieta
  - 3e de l'UCI Oceania Tour
- 2011
  -  Champion d'Australie du critérium
  - Sunny King Criterium
  - 1re étape du Tulsa Tough
  - 5e étape du Tour of America's Dairyland
  - Boise Twilight Criterium
  - 1re, 9e et 10e étapes du Tour of the Murray River
  - 2e du Manhattan Beach Grand Prix
  - 2e de la Darren Smith Cycle Classic
  - 3e de l'UCI Oceania Tour
  - 3e du Tulsa Tough
- 2012
  - 4e et 7e étapes du Tour de Taïwan
- 2013
  - Darren Smith Cycle Classic
  - 2e de la World Ports Classic

### Résultats sur les grands tours

#### Tour de France
1 participation
- 2012 : 137e

### Classements mondiaux
| Année            | 2009 | 2010 | 2011 | 2012 | 2013 | 2014 |
| ---------------- | ---- | ---- | ---- | ---- | ---- | ---- |
| UCI World Tour   |      |      |      | nc   | 198e |      |
| UCI America Tour | 348e | 200e | 385e |      |      | 427e |
| UCI Asia Tour    |      |      | 70e  |      |      | 66e  |
| UCI Oceania Tour |      | 3e   |      |      |      | 12e  |